# 5077 Favaloro
5077 Favaloro eller 1974 MG är en asteroid i huvudbältet som upptäcktes den 17 juni 1974 av Félix Aguilar-observatoriet. Den är uppkallad efter den argentinske kirurgen René Favaloro.
Asteroiden har en diameter på ungefär 4 kilometer och den tillhör asteroidgruppen Flora.